# Clerici-Lösung
Die Clerici-Lösung ist eine chemische Lösung aus gleichen Teilen von Thalliumformiat [Tl(CHO2)] und Thalliummalonat [Tl(C3H3O4)] in Wasser. Es ist eine leicht fließende, geruchlose Flüssigkeit, deren Farbe sich mit abnehmender Thalliumsalzkonzentration von gelblich zu farblos ändert. Mit einer Dichte von 4,25 g/cm³ bei 20 °C ist die gesättigte Clerici-Lösung eine der schwersten bekannten wässrigen Lösungen. Sie wurde im Jahre 1907 vom italienischen Chemiker Enrico Clerici entdeckt und in der Mineralogie und der Gemmologie in den 1930er Jahren als nützlich für die Trennung von Mineralen nach dem traditionellen archimedischen Prinzip eingeführt. Zu ihren Vorteilen zählen die Transparenz und die leicht steuerbare Dichte im Bereich von 1 bis 5 g/cm³. Zudem ist die leichte Messbarkeit der Dichte von Vorteil.
Die Dichte der Lösung ist so hoch, dass Minerale wie Spinell, Korund, Diamant und die meisten Granate auf der Lösung schwimmen. Beim Erhitzen der gesättigten Lösung von 20 auf 90 °C kann die Dichte aufgrund der gesteigerten Löslichkeit der Thalliumsalze in Wasser von 4,25 auf 5,0 g/cm³ erhöht werden. Der Brechungsindex ändert sich mit der Dichte signifikant, linear und gut reproduzierbar; dadurch lässt sich die Dichte leicht mit optischen Methoden messen.
Eine Besonderheit ist, dass sich die Farbe der Lösung schon bei geringfügiger Verdünnung mit Wasser deutlich ändert: Die konzentrierte Lösung bei Raumtemperatur ist bei einer Dichte von 4,25 g/cm³ bernsteingelb und wird schon bei Verdünnung auf die Dichte von 4,0 g/cm³ ähnlich transparent wie Glas oder Wasser.
Das allgemein anwendbare Verfahren zur Dichtemessung mittels dieser Lösung verläuft wie folgt: In einem kleinen Versuchsgefäß mit der konzentrierten Lösung wird das zu untersuchende Kristallkorn eines Minerals platziert, wobei das Kristallkorn an der Oberfläche schwimmt. Dann wird tropfenweise Wasser hinzugegeben, bis das Kristallkorn untergeht, weil dann die Dichte der Flüssigkeit mit der Dichte des Minerals identisch ist. Die nun erreichte Dichte der Flüssigkeit wird entweder direkt durch Wiegen oder indirekt durch seinen mit dem Abbe-Refraktometer gemessenen Brechungsindex festgestellt.
Der Nachteil der Lösung ist ihre hohe Toxizität und Korrosivität.